# Lực lượng Không quân Tiêm kích, Quân đội nhân dân Việt Nam
Lực lượng Không quân Tiêm kích là một Binh chủng thuộc Quân chủng Phòng không-Không quân, Quân đội nhân dân Việt Nam có nhiệm vụ và chức năng sử dụng các loại máy bay tiêm kích phối hợp cùng lực lượng phòng không đánh chặn nhằm tiêu diệt các máy bay cường kích, máy bay ném bom hoặc bất kỳ khí cụ bay nào của kẻ địch, bảo vệ vùng trời lãnh thổ Việt Nam.
Ngày thành lập: 30 tháng 5 năm 1963 (đơn vị không quân tiêm kích đầu tiên được thành lập).
Ngày truyền thống:3 tháng 4 năm 1965 (không quân tiêm kích đánh thắng trận đầu tiên).

## Lịch sử

Đoàn không quân Sao Đỏ - đơn vị không quân Tiêm kích đầu tiên của Không quân Nhân dân Việt Nam

Ngày 3 tháng 3 năm 1955, Bộ Quốc phòng ra Quyết định số 15/QĐA thành lập Ban nghiên cứu Sân bay trực thuộc Tổng Tham mưu trưởng. Ngày nay chính là ngày thành lập Không quân Nhân dân Việt Nam.
1 năm sau, tháng 3 năm 1956, 110 người đoàn cán bộ, chiến sĩ thuộc Ban nghiên cứu sân bay được cử đi nước ngoài học tập. Đoàn học lái máy bay tiêm kích MiG-17 có 50 người, do Phạm Dưng làm trưởng đoàn được cử sang học tập tại Trung Quốc. Sau này, Phạm Dưng được giao nhiệm vụ phụ trách nhóm huấn luyện máy bay Li-2 và trực thăng Mi-4, đoàn tiêm kích MiG-17 giao lại cho Đào Đình Luyện phụ trách.
Cuối năm 1961, đoàn học viên không quân chiến đấu đầu tiên của Việt Nam được đưa sang Liên Xô học. Đoàn có hơn 100 học viên Việt Nam được Đảng và Chính phủ cử sang Liên Xô học lái tiêm kích. Đây cũng là đoàn học viên phi công đầu tiên của Việt Nam tới Liên Xô.
Ngày 30 tháng 5 năm 1963, đơn vị không quân Tiêm kích đầu tiên được thành lập số hiệu là Trung đoàn Không quân Tiêm kích 921, mật danh là Đoàn không quân Sao Đỏ được trang bị 33 máy bay tiêm kích MiG-17 và 3 máy bay huấn luyện chiến đấu MiG-15UTI, do Trung tá Đào Đình Luyện làm Trung đoàn trưởng, Thiếu tá Đỗ Long làm Chính ủy, Thiếu tá Trần Mạnh làm Trung đoàn phó, Thiếu tá Trần Văn Thọ làm Tham mưu trưởng, các phi công đang được đào tạo tại Mông Tự, Trung Quốc. Trung đoàn này được huấn luyện trên cao nguyên Vân Quý - Trung Quốc. Tuy nhiên, mãi đến ngày 3 tháng 2 năm 1964, lễ thành lập Trung đoàn không quân đầu tiên mới được tổ chức tại Mông Tự, tỉnh Vân Nam, Trung Quốc. Ban đầu Trung đoàn có 33 chiếc máy bay chiến đấu kiểu MiG-17, 3 chiếc máy bay huấn luyện kiểu MiG-15UTI, số phi công có 70 người, được đào tạo ở Trung Quốc trở về nước cùng với số máy bay MiG-17A được viện trợ. Ngày 6 tháng 8 năm 1964, trung đoàn trở về nước.
Ngày 4 tháng 8 năm 1965, trung đoàn không quân tiêm kích thứ hai là Trung đoàn không quân tiêm kích 923, mật danh Đoàn Yên Thế, được thành lập, gồm 2 đại đội 17 phi công MiG-17, do Trung tá Nguyễn Phúc Trạch làm Trung đoàn trưởng, Trung tá Nguyễn Ngọc Phiếu làm Chính ủy. Không quân Việt Nam được trang bị thêm một số máy bay MiG-17F có bộ phận tăng lực.
Năm 1966, Việt Nam nhận được một số máy bay MiG-21 do Liên Xô viện trợ. Những phi công tiêu biểu của đoàn 921 như Phạm Ngọc Lan, Nguyễn Ngọc Độ, Nguyễn Nhật Chiêu đã được đưa sang Liên Xô học chuyển lái từ MiG-17 sang MiG-21.
Cũng trong đầu năm 1966, Trung Quốc viện trợ cho Việt Nam một số máy bay Shenyang J-6, một biến thể của MiG-19. Với số máy bay này, trung đoàn không quân tiêm kích thứ 3 được thành lập tại Sóc Sơn với phiên hiệu Trung đoàn không quân tiêm kích 925, với Trung tá Lê Quang Trung làm Trung đoàn trưởng, Thiếu tá Mai Đức Toại làm Trung đoàn phó. Một số cán bộ, phi công Trung đoàn 923 được huấn luyện chuyển loại MiG-19 tại căn cứ Trường Không quân số 1 ở Tế Nam (Trung Quốc). Tuy nhiên, do tình hình chiến đấu ác liệt và ảnh hưởng của cuộc Cách mạng văn hóa tại Trung Quốc nên mãi đến tháng 10 năm 1969, trung đoàn mới về nước tham chiến, đóng căn cứ tại Yên Bái.
Ngày 24 tháng 3 năm 1967, Sư đoàn không quân Thăng Long (phiên hiệu là Sư đoàn 371) tức Bộ tư lệnh không quân được thành lập, gồm các trung đoàn 921, 923 (tiêm kích) và 919 (vận tải), ngoài ra còn có một đoàn bay Z gồm 2 đại đội MiG-17 và 1 đại đội MiG-21 do Việt Nam trang bị nhưng do các phi công của Cộng hòa Dân chủ Nhân dân Triều Tiên điều khiển, đóng tại Kép bao gồm gần 200 phi công và chiến sĩ thuộc Quân đội nhân dân Triều Tiên.
Ngày 1 tháng 12 năm 1971, trung đoàn không quân tiêm kích thứ 4 được thành lập, với phiên hiệu là trung đoàn không quân tiêm kích 927, căn cứ tại Thọ Xuân, vì vậy có mật danh Đoàn Lam Sơn. Thiếu tá Nguyễn Hồng Nhị, Anh hùng lực lượng vũ trang nhân dân, Chủ nhiệm bay của Trung đoàn không quân 921 được bổ nhiệm làm Trung đoàn trưởng. Thiếu tá Trần Ưng làm Chính ủy. Thiếu tá Nguyễn Nhật Chiêu, đại úy Nguyễn Văn Nhiên và đại úy Nguyễn Đăng Kính làm trung đoàn phó. Đại úy Nguyễn Văn Tỉnh làm Tham mưu trưởng. Toàn bộ máy bay MIG-21MF (có 4 giá treo vũ khí) giao cho Trung đoàn 921, và số MIG-21PFM (có 2 giá treo) được giao cho Trung đoàn 927.
Năm 1975 Bộ tư lệnh Quân chủng quyết định thành lập trung đoàn máy bay tiêm kích 935 và 937 sử dụng máy bay thu giữ của Không lực Việt Nam Cộng hòa. Cũng trong năm này, hai sư đoàn không quân mới 372/370 cùng lúc được thành lập.

## Hiện đại hóa lực lượng không quân Tiêm kích

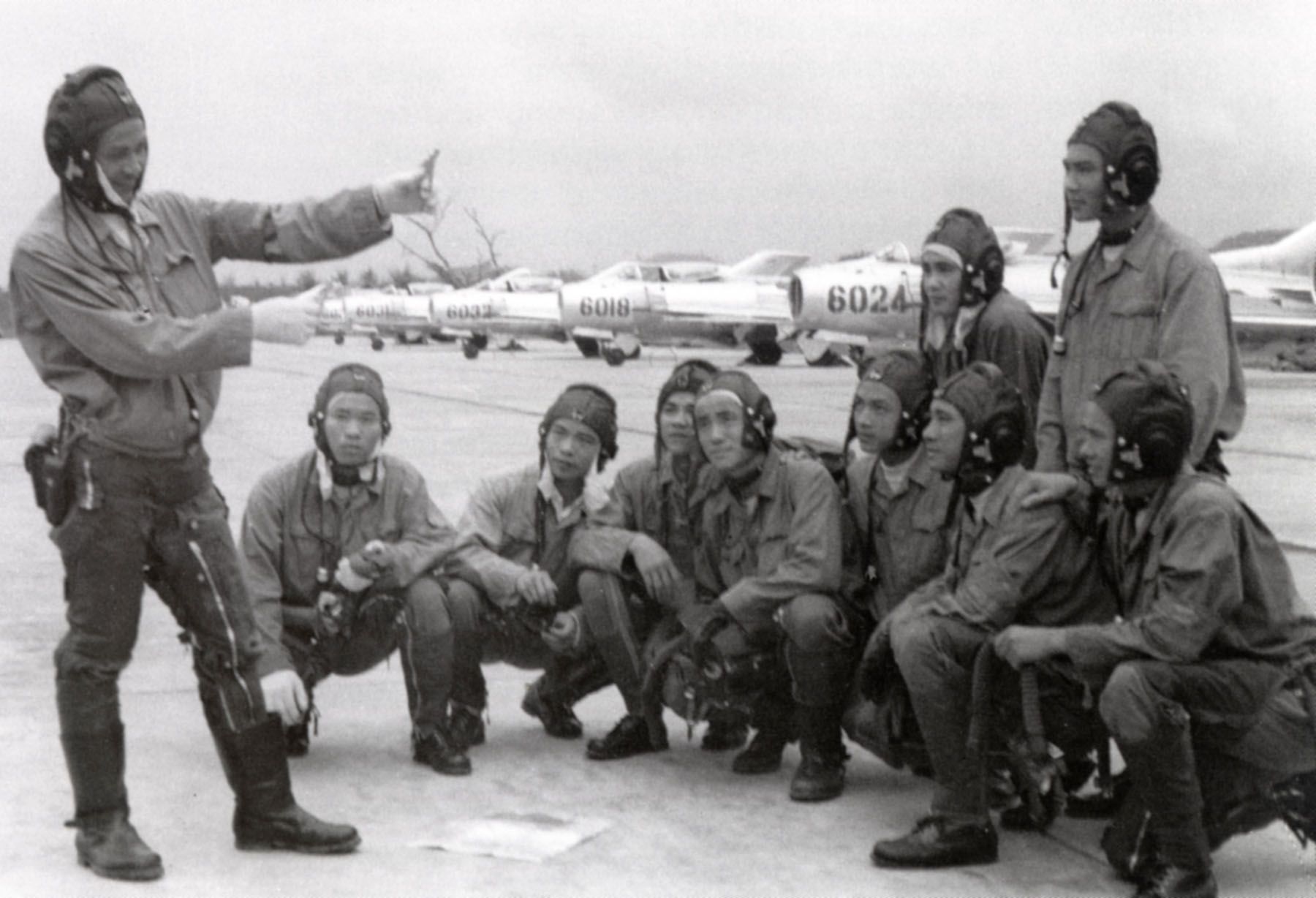
Các phi công của Trung đoàn Không quân Tiêm kích 925 với các máy bay Shenyang J-6 (Mikoyan-Gurevich MiG-19),ảnh chụp năm 1971 tại Sóc Sơn

Vào năm 1979, Liên Xô viện trợ cho Việt Nam một số máy bay cường kích Sukhoi Su-22M, số máy bay này được trao cho Đoàn 923. Đến những năm 1980, Không quân Nhân dân Việt Nam bắt đầu nhận được các máy bay MiG-21bis và UM - phiên bản hiện đại hóa của MiG-21. Việc hiện đại hóa của lực lượng không quân thời đó khá dễ dàng do là đồng minh của Liên Xô, Việt Nam có thể mua các máy bay với giá ưu đãi. Nhưng việc thay thế máy bay cũ đang được thực hiện dang dở thì do sự sụp đổ của khối Đông Âu, những ưu đãi về mua sắm trang thiết bị không còn, cộng với các máy bay chiến lợi phẩm không có phụ tùng thay thế do bị cấm vận, rất nhiều máy bay bị thải loại hoặc nằm im do không có phụ tùng thay thế. Không quân Việt Nam cố gắng duy trì hoạt động bằng cách mua lại với giá rẻ các máy bay MiG-21 hoặc Su-22 đã qua sử dụng từ các nước Đông Âu đang chuyển sang gia nhập khối NATO. Lực lượng không quân đành phải chấp nhận thực trạng này vì nhà nước đang chú trọng phát triển kinh tế, giảm bớt chi tiêu hơn. Đầu những năm 1990, trung đoàn 937 được tiếp nhận những máy bay Su-27SK/UB đầu tiên của Việt Nam. Đây là thế hệ máy bay hiện đại nhất mà Việt Nam có, được mua sắm với giá thị trường. Nhưng do giá thành quá đắt nên nhiều năm sau, Việt Nam ngừng mua máy bay mới.
Do số vũ tai nạn máy bay đặc biệt là MiG-21 ngày càng tăng do tuổi quá cũ và đặc biệt do sức ép của Trung Quốc trong vấn đề Biển Đông, Việt Nam đang gia tăng việc mua máy bay mới, cũng do nền kinh tế tăng trưởng tốt nên việc tân trang vũ khí mới cũng không khó như xưa. Điển hình là việc Quân đội nhân dân Việt Nam mua 24 chiếc máy bay tiêm kích đa năng Sukhoi Su-30MK2 từ Nga cùng việc nâng cấp hơn 100 máy bay MiG-21 lên chuẩn MiG-21Bison với Ấn Độ, ngoài ra, họ cũng đang đàm phán với phía Nga để mua thêm 18 chiếc Sukhoi Su-30KN cũng như có nhiều quan tâm đến MiG-35, tất cả những điều trên cho thấy nỗ lực của Việt Nam trong việc tăng cường sức mạnh không quân của mình.

## Lực lượng hiện nay

### Các đơn vị hiện nay

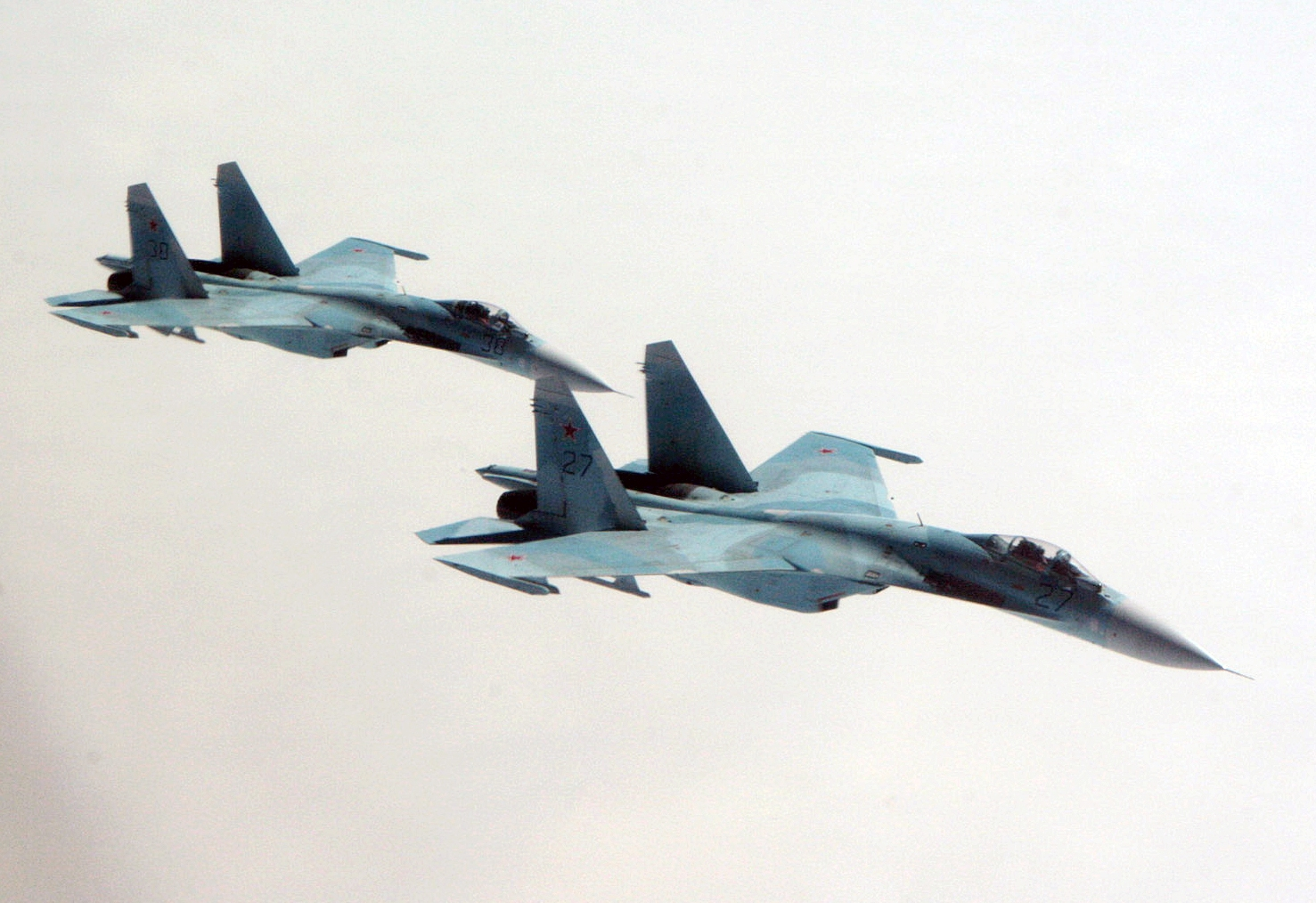
Sukhoi Su-27

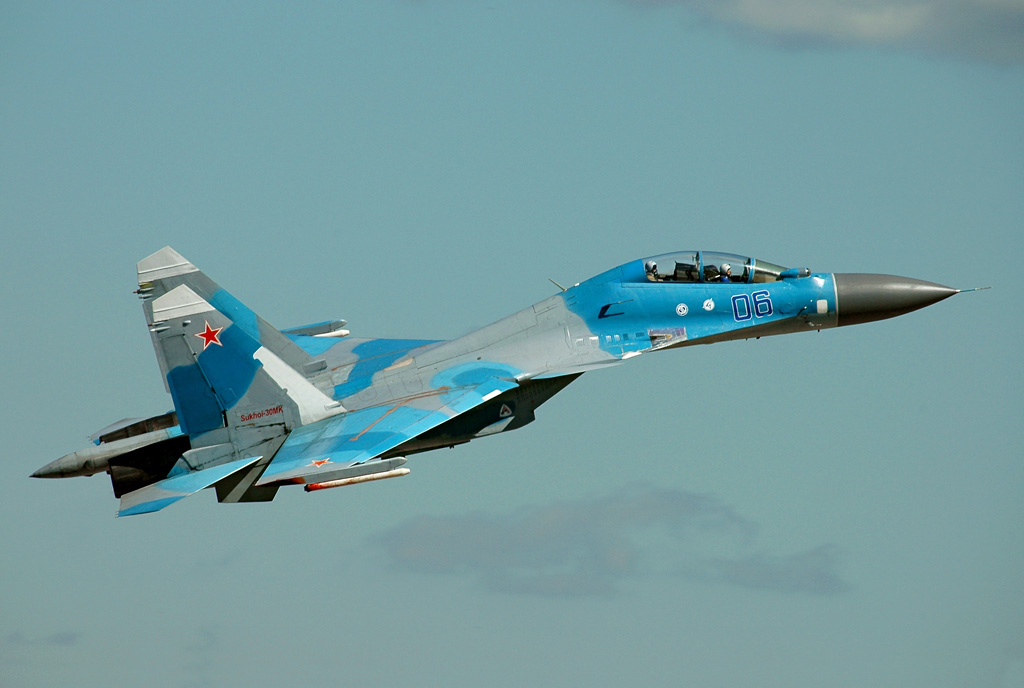
Sukhoi Su-30

- Trung đoàn Tiêm kích 923 (Đoàn Yên Thế):Đóng tại Sân bay Sao Vàng, Thanh Hóa, trang bị máy bay tiêm kích đa năng Su-30MK2. Thuộc Sư đoàn 371 (Đoàn Thăng Long)
- Trung đoàn Tiêm kích 927 (Đoàn Lam Sơn):Đóng tại Sân bay Kép, Bắc Giang, trang bị máy bay Su-30MK2. Thuộc Sư đoàn 371 (Đoàn Thăng Long)
- Trung đoàn Tiêm kích 925:Đóng tại Sân bay Phù Cát, Bình Định, trang bị máy bay Su-27UBK/SK. Thuộc Sư đoàn 372 (Đoàn Tây Sơn)
- Trung đoàn Tiêm kích 935 (Đoàn Biên Hòa):Đóng tại Sân bay Biên Hòa, Đồng Nai, trang bị máy bay Su-30MK2. Thuộc Sư đoàn 370 (Đoàn Lê Lợi)

- Trung đoàn Huấn luyện 910:Đóng tại Sân bay Đông Tác, Phú Yên, trang bị máy bay L-39, Yak-18. Thuộc Trường Sĩ quan Không quân Nha Trang
- Trung đoàn Huấn luyện 920:Đóng tại Sân bay Cam Ranh, Khánh Hòa, trang bị máy bay L-39, Yak-52. Thuộc Trường Sĩ quan Không quân Nha Trang [5]

### Các máy bay được trang bị
| Máy bay                   | Nguồn gốc         | Loại                            | Số lượng |
| Máy bay tiêm kích         | Máy bay tiêm kích | Máy bay tiêm kích               | Máy bay tiêm kích |
| ------------------------- | ----------------- | ------------------------------- | --- |
| Sukhoi Su-27              | Nga               | Máy bay tiêm kích đa năng       | (10 chiếc, 5 Su-27SK, 5 Su-27UBK)                                                                                        |
| Sukhoi Su-30MK2           | Nga               | Máy bay tiêm kích đa năng       | 4 chiếc nhận năm 2004, 8 chiếc đặt năm 2009, 12 chiếc đặt năm 2011, 12 chiếc đặt năm 2013. Đến đầu năm 2016 có 36 chiếc. |
| Máy bay huấn luyện        |                   |                                 | |
| L-39C                     | Tiệp Khắc         | Máy bay huấn luyện phản lực     | 26 chiếc |
| Yak-52                    | Liên Xô           | Máy bay huấn luyện có cánh quạt | 16 chiếc |
| Yak-130                   | Nga               | Máy bay huấn luyện phản         | 10 chiếc, giao năm 2021                                                                                                  |
| Máy bay không còn sử dụng |                   |                                 | |
| MiG-21                    | Liên Xô           | Máy bay Tiêm kích               | 150 chiếc |